# Вельджанов, Илья Вельджанович
Илья Вельджанович Вельджанов (туркм. Ilýa Weljanowiç Weljanow; (17 января 1934 года, Кызыл-Арват, Красноводская область, Туркменская ССР, СССР — 15 октября 2017 года, Минск, Беларусь) — советский военачальник, туркменский дипломат и белорусский общественный деятель, председатель Минского городского совета общественного объединения «Белорусский союз офицеров». Первый в Туркменистане генерал-лейтенант, первый Чрезвычайный и Полномочный Посол Туркменистана в Республике Беларусь (1994—2007).

## Биография
Илья Вельджанов родился 17 января 1934 года в Кызыл-Арвате. О своем родном городе он сочинил такой стих:
Кизыл-Арват, Кизыл-Арват, 
Там обо мне грустит мой брат, 
Там над узорами ковра 
Склонилась милая сестра.
Рано лишился родителей, воспитывался в детском доме.
Жил и работал в Минске с 1984 года. Жена — Людмила Константиновна Вельджанова. Дочь живёт в Москве. Сын живёт в Минске, один из руководителей крупной фирмы.

### Образование
После окончания 7 класса, директор детского дома направила его в 3-х годичную медицинскую школу, в которой, воспитатель устроила его на работу в библиотеку школы, но катастрофическое землетрясение, происшедшее с 5 на 6 октября 1948 года, погубившее 90 % населения Ашхабада — столицы Туркменистана, прервала его учёбу — он вернулся в свой детский дом без документов. Сначала его устроили в 8-й класс средней школы им. Кагановича (временно), а затем, в декабре 1948 года, устроили в ЖДУ-1 города Кизил-Арвата.
В 1950 году по 5-му разряду окончил училище на оценку "отлично" и был направлен, как отличник, для продолжения учёбы в системе трудовых резервов - в Ташкентский индустриальный техникум трудовых резервов, который окончил в 1954 году по специальности-мастер производственного обучения,-техник-механик по ремонту промышленного оборудования. С июня по август 1950 года работал преподавателем основ технической механики, техническому черчению и автоматическим тормозам, но был призван в армию, где ему было предложено поступить в Ташкентское общевойсковое училище им. В. И. Ленина (видимо, потому - что имел рекомендации для вступления в КПСС). В 1957 году окончил Ташкентское общевойсковое училище по 1-му разряду. В 1965 году поступил в Военную академию имени М. В. Фрунзе, 1968 году Окончил с отличием и претендовал на медаль, но медали не получил, несмотря на то, что Председатель Государственной экзаменационной комиссии, генерал-полковник Бисярин, присутствовавший на защите дипломной работы, поздравил его с отличием, но через неделю, ему сообщили, что ему медали не хватило, поэтому последнюю оценку переправили на "четыре". В 1975 году окончил с отличием Высшую Военную академию Генерального штаба ВС СССР им. К. Е. Ворошилова. В 1981 году окончил 3-месячные Высшие Академические курсы руководящего состава ВС СССР.

### Военная карьера
Занимал различные должности, С 1971 по 1972 год командовал учебно-мотострелковым полком САВО, С 1975 по 1978 год — прославленной 6-й гвардейской, Львовской, ордена Ленина, Краснознамённой, ордена Суворова мотострелковой дивизией в Группе советских войск в Германии, в Приволжском, Закавказском, Среднеазиатском, Туркестанском, Белорусском военных округах. С января 1982 года по май 1984 года служил Советником Командующего Куанинского особого военного округа СРВ. В 1984—1988 годах был заместителем командующего войсками Краснознамённого Белорусского военного округа по вневойсковой подготовке и вузам, В 1987 году ему было присвоено звание генерала-лейтенанта, а с 1988 по июль 1991 года был главным военным советником СССР в КНДР.
Из армии уволился в 1992 году.

### Политическая карьера
В апреле 1992 году вступил в должность Постоянного Полномочного Представителя Туркменистана в Рабочей группе СНГ. С июня 1995 года был Чрезвычайным и Полномочным Послом Туркменистана в Беларуси, одновременно был Постоянным Полномочным Представителем Туркменистана при уставных и других органах СНГ. Илья Вельджанов в течение более 10 лет был дуайеном дипкорпуса, аккредитованного в Беларуси.В сентябре 2007 г. отправлен в отставку новым Президентом Туркменистана Гурбангулы Бердымухамедовым.
После отставки остался в Беларуси, возглавлял Минскую городскую организацию Белорусского Союза офицеров.

## Награды и звания
Кавалер 11 орденов, имеет более четырёх десятков медалей СССР, России, Беларуси, ГДР, Польской Народной Республики, Вьетнама и Туркменистана.
- Дважды орден «Красной Звезды» (1972, 1977);
- Орден «За боевые подвиги» I степени (1984, Социалистическая Республика Вьетнам);
- Орден «За службу Родине в Вооружённых Силах СССР» III степени (1986);
- Орден «Богдана Хмельницкого» (Украина);
- Орден «За Заслуги» (Украина);
- Орден Дружбы народов (26 декабря 2006 года, Беларусь) — за большой личный вклад в развитие и укрепление экономического сотрудничества и дружественных отношений между Республикой Беларусь и Туркменистаном[8][9];
- Медаль «За любовь к Отечеству» (1996, Туркменистан);
- Медаль «Гайрат» (2000, Туркменистан);
- Грамота Содружества Независимых Государств (30 ноября 2001 года) — за активную работу по укреплению и развитию Содружества Независимых Государств[10];
- Профессор Институт современных знаний имени А.М. Широкова (1999, Беларусь);
- Почётный профессор Белорусского национального технического университета;
- Почётный академик Всемирной Академии Наук Комплексной Безопасности;
- Почётный член НПО Rotary International.

## Публикации
- Вельджанов И. В. История народа как биография моя : воспоминания Посла Туркменистана в Республике Беларусь. — Минск: Светоч, 2005. — 367 с. — ISBN 985-644-236-2.